# Damaraland
Damaraland era un bantustan de l'antiga Namíbia. Es va crear en 1970 després de la formació d'un consell de líders damara, al que es va donar la responsabilitat d'administrar-lo. Estava situat entre el que durant el sistema de l'apartheid era el territori al nord de la carretera a Swakopmund i el sud de Kaokoland. Aquesta zona ara és part de les anomenades regions de Kunene i Erongo.
Tenia una superfície de 47.990 km², i va ser destinada per al desenvolupament separat de l'ètnia damara. Els damara en aquesta regió s'estimaven en 1960 en 44.000 persones (actualment s'estimen uns 120.000 damara arreu del país). L'idioma més parlat era el nama (o namagua), un idioma khoisan. La capital va ser Khorixas (11.000 habitants).
Des de 1980 fins a la dissolució d'aquest territori en 1989, el govern local de la regió es transformà per un coordinat sota el sistema d'administracions ètniques.
El president del comitè executiu fou Justus Garoeb. El maig de 1989 fou dissolt i el 1990 va formar part de la Namíbia independent.

## Bandera
La bandera i l'escut d'armes de la pàtria Damara (Damaraland) van ser desenvolupats pel South African Bureau of Heraldry després d'una sol·licitud del secretari del territori d'Educació i Cultura de data 2 de maig de 1979. L'Autoritat Representativa Damara va acceptar els dissenys, però l'oposició es van aixecar des del Consell Legislatiu i els dissenys no van ser adoptats mai oficialment, tot i que en alguns casos es va utilitzar la bandera.
Els vuit "braços" de la franja vertical representen la nació Damara i les seves vuit tribus. El color marró es va escollir per suggerir els llaços amb la naturalesa àrida de la terra. Una descripció heràldica de la bandera diu: "quarterly per Scandinavian cross white and brown, the intersection surmounted by a [raguly of eight arms] pale [counterchanged of the same]"